# Franz Wittmann (pilota 1950)
Franz Wittmann detto senior (Ramsau, 7 aprile 1950) è un ex pilota di rally austriaco, vincitore in carriera di una prova del campionato del mondo rally.
Il figlio Franz Wittmann (nato nel 1983) ha disputato gare del mondiale rally.
Ha partecipato al campionato del mondo rally dal 1973 al 1989, correndo quasi sempre da privato, tranne nelle stagioni 1979 e 1982 con l'Audi Sport e 1985 e 1986 con la Volkswagen Motorsport.

## Vittorie nel WRC
| Nº | Rally | Anno                          | Pilota          | Vettura             | Squadra                    |
| -- | ----- | ----------------------------- | --------------- | ------------------- | -------------------------- |
| 1  | 1987  | 18º Rally della Nuova Zelanda | Jörg Pattermann | Lancia Delta HF 4WD | Funkberaterring Rally Team |

## Risultati nel mondiale rally

### ICM
- 1972 - RCM St. Pölten - Volkswagen Käfer 1302 S - Ritirato al Rally d'Austria

### WRC
| 1973 | Scuderia | Vettura                 |  |  |  |  |  |  |  |  |    |  |  |  |  | Punti | Pos. |
| ---- | -------- | ----------------------- |  |  |  |  |  |  |  |  | -- |  |  |  |  | ----- | ---- |
| 1973 |          | Volkswagen Käfer 1303 S |  |  |  |  |  |  |  |  | 12 |  |  |  |  |       |      |

| 1975 | Scuderia | Vettura     |  |  |  |  |  |  |     |  |  |  |  |  |  | Punti | Pos. |
| ---- | -------- | ----------- |  |  |  |  |  |  | --- |  |  |  |  |  |  | ----- | ---- |
| 1975 |          | BMW 2002 Ti |  |  |  |  |  |  | Rit |  |  |  |  |  |  |       |      |

| 1976 | Scuderia               | Vettura                   |  |  |     |  |  |  |  |  |  |     |  |  |  | Punti | Pos. |
| ---- | ---------------------- | ------------------------- |  |  | --- |  |  |  |  |  |  | --- |  |  |  | ----- | ---- |
| 1976 | Bosch Racing Team Wien | BMW 2002 Opel Kadett GT/E |  |  | Rit |  |  |  |  |  |  | Rit |  |  |  |       |      |

| 1977 | Scuderia               | Vettura          |  |  |   |  |  |     |   |  |  |  |  |  |  | Punti | Pos. |
| ---- | ---------------------- | ---------------- |  |  | - |  |  | --- | - |  |  |  |  |  |  | ----- | ---- |
| 1977 | Bosch Racing Team Wien | Opel Kadett GT/E |  |  | 7 |  |  | Rit | 7 |  |  |  |  |  |  |       |      |

| 1979 | Scuderia        | Vettura     |  |  |  |  |  |  |    |  |  |  |  |  |  | Punti | Pos. |
| ---- | --------------- | ----------- |  |  |  |  |  |  | -- |  |  |  |  |  |  | ----- | ---- |
| 1979 | Audi Motorsport | Audi 80 GLE |  |  |  |  |  |  | 26 |  |  |  |  |  |  | 0     |      |

| 1980 | Scuderia | Vettura        |  |  |  |  |     |  |  |  |  |  |  |  |  | Punti | Pos. |
| ---- | -------- | -------------- |  |  |  |  | --- |  |  |  |  |  |  |  |  | ----- | ---- |
| 1980 |          | Porsche 911 SC |  |  |  |  | Rit |  |  |  |  |  |  |  |  | 0     |      |

| 1981 | Scuderia   | Vettura                  |  |  |  |     |  |    |  |  |     |  |  |  |  | Punti | Pos. |
| ---- | ---------- | ------------------------ |  |  |  | --- |  | -- |  |  | --- |  |  |  |  | ----- | ---- |
| 1981 | Audi Sport | Lada 1600 e Audi quattro |  |  |  | Rit |  | SQ |  |  | Rit |  |  |  |  | 0     |      |

| 1982 | Scuderia   | Vettura      |  |  |   |  |     |     |  |  |  |     |  |  |  | Punti | Pos. |
| ---- | ---------- | ------------ |  |  | - |  | --- | --- |  |  |  | --- |  |  |  | ----- | ---- |
| 1982 | Audi Sport | Audi quattro |  |  | 3 |  | Rit | Rit |  |  |  | Rit |  |  |  | 12    | 15º  |

| 1983 | Scuderia                   | Vettura         |  |  |   |  |  |   |  |  |  |  |  |  |  | Punti | Pos. |
| ---- | -------------------------- | --------------- |  |  | - |  |  | - |  |  |  |  |  |  |  | ----- | ---- |
| 1983 | Funkberaterring Rally Team | Audi quattro A1 |  |  | 7 |  |  | 7 |  |  |  |  |  |  |  | 8     | 27º  |

| 1984 | Scuderia | Vettura         |  |  |  |   |  |  |     |  |  |  |  |  |  | Punti | Pos. |
| ---- | -------- | --------------- |  |  |  | - |  |  | --- |  |  |  |  |  |  | ----- | ---- |
| 1984 |          | Audi quattro A2 |  |  |  | 8 |  |  | Rit |  |  |  |  |  |  | 3     | 43º  |

| 1985 | Scuderia              | Vettura             |  |  |     |  |     |   |  |  |    |   |  |  |  | Punti | Pos. |
| ---- | --------------------- | ------------------- |  |  | --- |  | --- | - |  |  | -- | - |  |  |  | ----- | ---- |
| 1985 | Volkswagen Motorsport | Volkswagen Golf GTI |  |  | Rit |  | Rit | 9 |  |  | 12 | 9 |  |  |  | 4     | 50º  |

| 1986 | Scuderia              | Vettura                 |    |  |     |    |     |   |  |   |  |  |  |  |  | Punti | Pos. |
| ---- | --------------------- | ----------------------- | -- |  | --- | -- | --- | - |  | - |  |  |  |  |  | ----- | ---- |
| 1986 | Volkswagen Motorsport | Volkswagen Golf GTI 16V | 10 |  | Rit | 12 | Rit | 9 |  | 7 |  |  |  |  |  | 7     | 35º  |

| 1987 | Scuderia                   | Vettura             |  |  |  |  |  |  |  |   |  |  |  |  |  | Punti | Pos. |
| ---- | -------------------------- | ------------------- |  |  |  |  |  |  |  | - |  |  |  |  |  | ----- | ---- |
| 1987 | Funkberaterring Rally Team | Lancia Delta HF 4WD |  |  |  |  |  |  |  | 1 |  |  |  |  |  | 20    | 14º  |

| 1988 | Scuderia                  | Vettura                |  |  |  |  |  |  |  |  |   |  |  |  |  | Punti | Pos. |
| ---- | ------------------------- | ---------------------- |  |  |  |  |  |  |  |  | - |  |  |  |  | ----- | ---- |
| 1988 | Lancia Rally Team Austria | Lancia Delta Integrale |  |  |  |  |  |  |  |  | 3 |  |  |  |  | 12    | 20º  |

| 1989 | Scuderia | Vettura                |  |  |  |  |  |  |  |  |  |     |  |  |  | Punti | Pos. |
| ---- | -------- | ---------------------- |  |  |  |  |  |  |  |  |  | --- |  |  |  | ----- | ---- |
| 1989 |          | Lancia Delta Integrale |  |  |  |  |  |  |  |  |  | Rit |  |  |  | 0     |      |

| Legenda | 1º posto | 2º posto | 3º posto | A punti | Senza punti | Ritirato | Squalificato | NP=Non partito C=Gara cancellata | Apice=Power stage |